# Música chutney
|  | Per a altres significats, vegeu «Chutney». |

La música chutney és un estil musical originari del sud del Carib, concretament de l'illa de Trinitat. Deriva de la música tradicional de l'Índia i de la música “Soca” de Trinitat.
Aquesta fusió musical va ser creada pels caribencs amb avantpassats dels estats de Bihar, Uttar Pradesh i Bengala i del sud de Madràs a l'Índia La música chutney es va establir a la dècada de 1940, no es va enregistar en discs fins a 1958 i va tenir molt d'èxit amb la cantant. Dropati. El 1970f Sundar Popo modernitzà el chutney. Cap a 1980 fusionà amb la música Calypso, Soca i l'American Rhythm & Blues
Els artistes chutney moderns feien les seves lletres ja sia en hindi, bhojpuri o anglès.
La música chutney s'acompanya amb guitarres elèctriques sintetitzadors, dholak, harmònium i dhantal i bateries tassa.